# Lepidochrysops koaena
Lepidochrysops koaena is een vlinder uit de familie van de Lycaenidae. De wetenschappelijke naam van de soort is voor het eerst geldig gepubliceerd in 1911 door Strand.